# 考えられないことを考える
『考えられないことを考える』(Thinking about the unthinkable)とは、1962年に軍事理論家ハーマン・カーンにより発表された戦略研究の著作である。

## 概要
カーンはアメリカの科学者として冷戦下における戦略研究に携わり、1960年に発表した『熱核戦争論』では核戦争が勃発する可能性とそれが勃発した場合に生じる損害、そして戦争を回避するための方法について論じた。カーンはその時に寄せられた批判を踏まえながらその問題を引き続きこの著作『考えられないことを考える』でも扱っており、核兵器をはじめとする軍事技術が国際関係に与える影響について研究している。表題で考えられないと述べていることは熱核戦争のことであり、カーンは核戦争について考えることが必要であることを主張している。
カーンは基本的に核戦争がただちに人類の滅亡をもたらすわけではなく、ある程度の範囲内で可能であることを主張する。核戦争の実相についてカーンは核攻撃の目標を軍事基地や部隊などの軍事目標と都市のような非軍事目標に大別して分析しており、全面的な核戦争となるのか、ある程度の制約された核戦争となるかは核攻撃のパターンによって左右されると論じる。さらにいくつかのシナリオを想定してアメリカとソビエトの偶発的な戦争や計画的な戦争がどのように遂行されるかを語っている。カーンの図上演習では核基地爆発事件をシナリオの起点としながら謀略、報復、奇襲などの戦略的選択肢を検討する。著作の最後にカーンはアメリカが選択可能な戦略について概説しており、放棄行為、一方的主導、最小限の抑止、法の支配、要塞化、軍備競争、技術競争、不確実でない第一撃、協商、積極的な民主化、確実な第一撃、紛争の長期化、勝利、予防戦争を挙げている。

## 書誌情報
- Kahn, Herman. 1962. Thinking about the Unthinkable. New York: Horizon Press.
- 桃井真、松本要訳『考えられないことを考える―現代文明と核戦争の可能性』ぺりかん社、1968年